# Észak-vietnámi labdarúgó-válogatott
Az észak-vietnámi labdarúgó-válogatott Észak-Vietnám nemzeti labdarúgócsapata volt 1949 és 1975 között, amelyet a Vietnámi labdarúgó-szövetség (vietnámiul: Liên Đoàn Bóng Đá Việt Nam) irányított. Nem volt tagja sem az AFC-nek, sem a FIFA-nak.
1975-ben megszűnt, miután az északi és a déli országrészt egyesítették, ezzel megalakítva a Vietnámi Szocialista Köztársaságot, melynek csapata a vietnámi labdarúgó-válogatott.

## Nemzetközi eredmények
| Nemzet      | M  | Gy | D | V  | RG | KG | GK  |
| ----------- | -- | -- | - | -- | -- | -- | --- |
| Észak-Korea | 6  | 0  | 0 | 6  | 2  | 17 | -15 |
| Palesztina  | 1  | 1  | 0 | 0  | 4  | 0  | +4  |
| Kína        | 6  | 0  | 1 | 5  | 9  | 17 | -8  |
| Laosz       | 1  | 1  | 0 | 0  | 9  | 1  | +8  |
| Kuba        | 1  | 1  | 0 | 0  | 3  | 2  | +1  |
| Guinea      | 1  | 1  | 0 | 0  | 2  | 1  | +1  |
| Kambodzsa   | 3  | 1  | 2 | 0  | 6  | 5  | +1  |
| Mongólia    | 1  | 1  | 0 | 0  | 3  | 1  | +2  |
| Észak-Jemen | 1  | 1  | 0 | 0  | 9  | 0  | +9  |
| Algéria     | 1  | 0  | 0 | 1  | 0  | 5  | -5  |
| Egyiptom    | 1  | 0  | 0 | 1  | 1  | 4  | -3  |
| Indonézia   | 2  | 0  | 0 | 2  | 2  | 5  | -3  |
| Összesen    | 25 | 7  | 3 | 15 | 50 | 58 | -8  |